# Chum Kiri
Huyện Chum Kiri (tiếng Khmer: ស្រុកជុំគីរី) là một huyện nằm ở tỉnh Kampot, ở phía nam Campuchia.